# M'he casat amb una bruixa
 M'he casat amb una bruixa (original: I Married a Witch) és una pel·lícula dels Estats Units de René Clair estrenada el 1942. Ha estat doblada al català.

## Argument
Salem, al final del segle xvii. En el transcurs d'un procés de bruixeria Daniel i la seva filla Jennifer han estat condemnats a ser cremats vius; les seves cendres seran enterrades sota un arbre, perquè els seus esperits diabòlics hi continuïn tancats. Jennifer ha tingut temps tanmateix de maleir el pastor purità Jonathan Wooley, el jutge que els ha condemnat, i la seva descendència. Els mascles de la família Wooley seran condemnats a no viure més que matrimonis desgraciats durant diverses generacions.
Els segles passen. Breus seqüències ens mostren que amb els descendents de Jonathan Wooley la maledicció es fa sentir. 1770: un Wooley i la seva amiga són asseguts sota l'arbre, li conta que al fons són enterrades les cendres de bruixots i després la demana en matrimoni; es veuen les branques de l'arbre que s'agiten mentre es pot sentir el riure burlesc d'una jove. 1861: aquesta vegada una escena de família amb un altre Wooley, en presència d'un gran nombre d'invitats. 1904: Wooley i la seva nova esposa en una escena amb cotxe i treuen tot el que tenen al cor. I el present, en aquest cas 1942, un llamp destrueix l'arbre, de forma que els esperits de Daniel i de Jennifer són de nou lliures. Descobreixen que Wallace, el Wooley actual, ha presentat la seva candidatura per governador; com és el mateix actor que ha interpretat el paper de tots els Wooley, des del president del tribunal, ens permet veure el vincle que tenen entre ells. Aquest vol casar-se amb Estelle Masterson, una noia de caràcter abominable i exageradament aviciada pel seu pare, el poderós Masterson, gran suport del Wallace candidat a governador (el paper de la promesa és interpretat per la mateixa actriu que la que ha interpretat les esposes dels seus avantpassats). Daniel i Jennifer es manifesten sota la forma de núvols i s'amaguen en ampolles d'alcohol buides. Jennifer convenç el seu pare de donar-li un cos humà, per tal que pugui turmentar encara més Wallace. Per a aquesta acció de màgia Daniel necessita tanmateix foc i incendia un hotel. Jennifer obté un cos, cosa que permet a Wallace salvar-la de les flames.
Wallace se sent atret per Jennifer, però no vol posar el seu matrimoni en perill. Jennifer prepara un filtre d'amor amb l'objectiu de seduir-lo. Però mentre elabora la poció, és colpejada per la caiguda d'una imatge. Wallace la reanima donant-li a beure la poció.
Daniel també es procura un cos. Detesta tots els Wooley i vol impedir a Jennifer ajudar Wallace. Desgraciadament per a ell, com s'havia quedat en una ampolla que no era del tot buida, va tan ebri que no aconsegueix convertir Wallace en granota. Estelle, per la seva banda, descobreix Wallace i Jennifer junts apassionadament i trenca el compromís. El seu pare furiós vol atacar Wallace en els seus diaris. Wallace s'adona que estima Jennifer i tots dos fugen.
Es casen, Jennifer intenta salvar la carrera política del seu marit utilitzant els seus poders de bruixa. Crea petits núvols de fum blanc que influencien el cervell dels electors per tal que votin per Wallace. Wallace aconsegueix una victòria aclaparadora. Però Wallace comença a sospitar alguna cosa.
Durant aquest temps, Daniel intenta retirar a la seva filla els seus poders màgics. Té la intenció de tancar-la en un arbre, a ella o al seu esperit. Jennifer terroritzada interromp el discurs de victòria del seu marit i li demana que l'ajudi a fugir. Paren un taxi del qual el conductor desgraciadament no és altre que Daniel, que torna cap a l'arbre amb la seva filla i Wallace.
És mitjanit, l'ànima de Jennifer s'envola, deixant un cos sense vida en les mans del seu marit; dos núvols de fum observen Wallace. Abans de retornar a l'arbre, Jennifer pretén que vol encara contemplar la desesperació de Wallace. Mentre Daniel la creu, decidida a ser una verdadera bruixa, s'esquitlla al cos. Wallace porta a casa la seva dona inanimada i, mentre la mira tristament, Daniel s'introdueix en una ampolla d'alcohol per gaudir confortablement de l'espectacle; es torna a emborratxar i entona una cançó de beure. Immediatament la seva filla ressuscita i tanca l'ampolla amb un tap. Definitivament ebri Daniel no pot fer res més.
Els anys passen -Jennifer i Wallace tenen fills- i heus aquí que Margaret, la dona de fer feines, conta als pares que ha vist la nena a punt de cavalcar una escombra. Quan el seu marit li pregunta si cal inquietar-se, Jennifer és incapaç de respondre. La pel·lícula s'acaba amb la mirada inquieta que s'intercanvien els pares.

## Repartiment
- Fredric March: Wallace Wooley
- Veronica Lake: Jennifer
- Susan Hayward: Estelle Masterson
- Cecil Kellaway: Daniel
- Robert Benchley: El Doctor Dudley White
- Elizabeth Patterson: Margaret
- Robert Warwick: J-B Masterson
- Eily Malyon: Tabitha Wooley
- Viola Moore: Martha

I, entre els actors que no surten als crèdits :
- Monte Blue: Portier
- Robert Greig: Venedor ambulant

## Premis i nominacions

### Nominacions
- 1943. Oscar a la millor banda sonora per Roy Webb

## Galeria

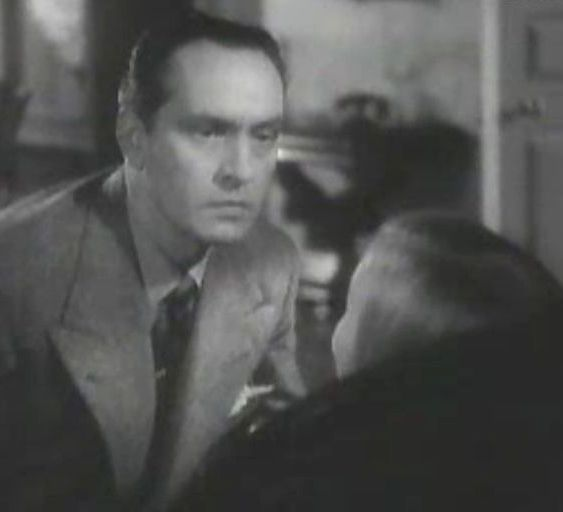
Fredric March i Veronica Lake
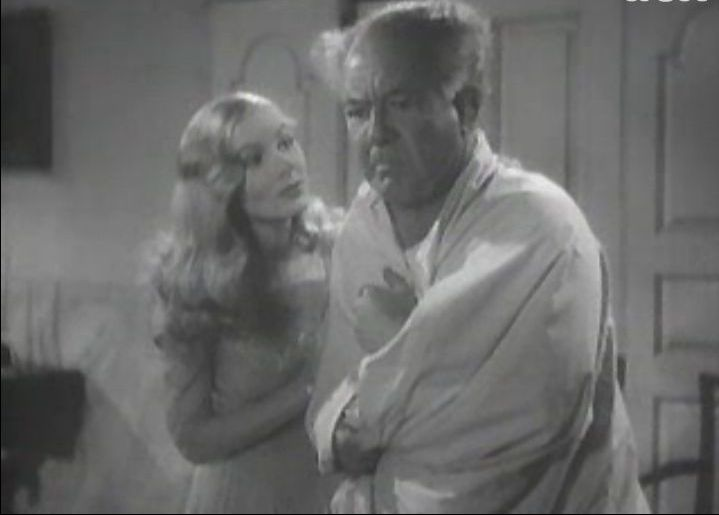
Veronica Lake i Cecil Kellaway
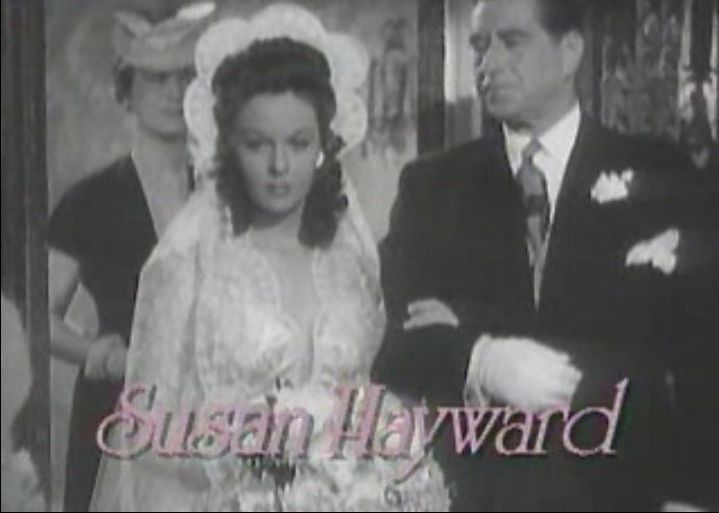
Susan Hayward